# 禺州
禺州（ぐうしゅう）は、中国にかつて存在した州。唐代から宋初にかけて、現在の広西チワン族自治区玉林市一帯に設置された。

## 概要
669年（総章2年）、唐により東峨州が禺州と改称された。州治は峨石県に置かれた。742年（天宝元年）、禺州は温水郡と改称された。758年（乾元元年）、温水郡は禺州の称にもどされた。禺州は嶺南道の容管十州に属し、峨石・温水・陸川・扶莱の4県を管轄した。
972年（開宝5年）、北宋により禺州は廃止され、容州に編入された。